# Mlýnce
Mlýnce jsou malá vesnice, část města Vroutek v okrese Louny v Ústeckém kraji. Nachází se asi pět kilometrů jihozápadně od Vroutku. Mlýnce leží v katastrálním území Vesce u Drahonic o výměře 3,83 km².

## Historie

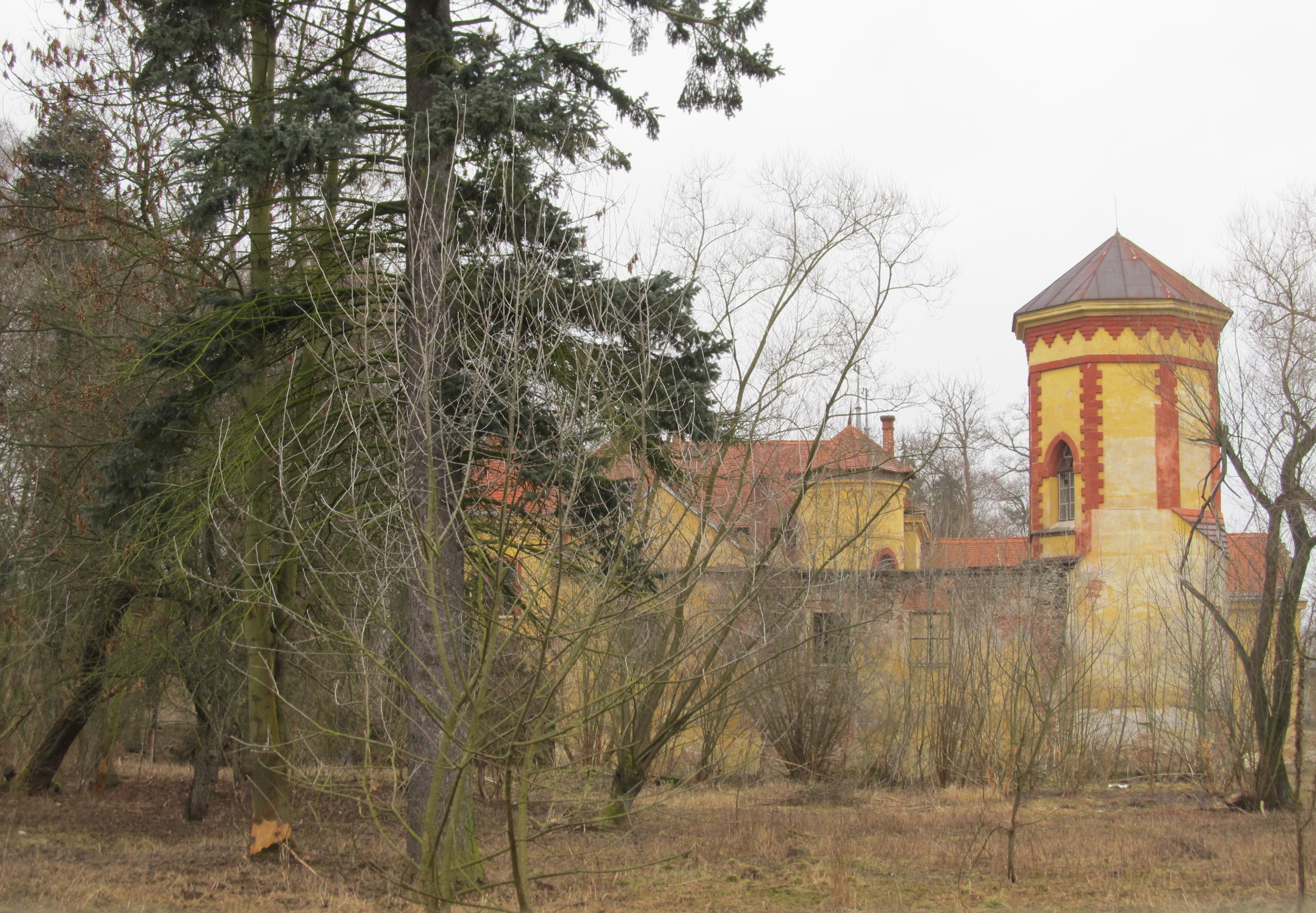
Zámek

Ves v 19. století patřila do okresu Podbořany. Mlýnec je německy Linz. Vsí protéká Mlýnecký potok. Farností patřila ves pod Vidhostice a poštou pod Lubenec. V roce 1890 bylo v Mlýncích 26 domů a 146 obyvatel (1890). Byl zde mlýn, kdysi samostatný statek se zámečkem, mešní kaplí a dvorem náleží rodině Baerenreiterově. Jméno obce je odvozeno od mlýnů, které bývaly jádrem obce. První písemná zmínka o Mlýncích pochází z roku 1375, kdy ves patřila vladykovi Radimovi. Po něm následovali Ješek (1387) a Mikuláš (1419). Po husitských válkách zde sídlili Harantové z Kořen, za nichž je první zmínka o tvrzi v Mlýncích. Po smrti Jana Kořena (1603) získal Mlýnce s tvrzí Václav Harant.
Od roku 1614 byly v majetku Václava staršího ze Štampachu. Po konfiskacích získala Mlýnce roku 1623 jeho manželka Barbora. Rodina Štampachů vlastnila majetek do 19. století. V roce 1733 dal Václav Kager ze Štampachu rozbořit tvrz a místo ní postavit barokní zámek. V letech 1883–1889 provedli tehdejší majitelé Mlýnců Josef, Alfons a Jiří Baernreutherové přestavbu čtyřkřídlého zámku v pseudogotickém slohu a založili park v němž dali vysázet aleje pnoucích růží na železných pergolách. V zámku shromáždili velkou sbírku zbraní, archeologických vykopávek z okolí Mlýnců. Pořídili zde velkou knihovnu a dali v západní části přistavět zámeckou kapli. Přestavba starých zámků byla oblíbenou zábavou tohoto rodu. Přestavěli také zámek v Lužci v romantickém slohu. Od roku 1950 užíval mlýnecký zámeček státní statek Lubenec jako kanceláře, jídelnu a byty. V roce 1967 zámek vyhořel. Zachráněna byla jen část, která byla opravena.
Na počátku 20. století měly Mlýnce 28 domů a 142 obyvatel. Dnes je zámeček před rekonstrukcí jednou pražskou společností.

## Obyvatelstvo
Při sčítání lidu v roce 1921 zde žilo 137 obyvatel (z toho 73 mužů), z nichž bylo sedmnáct Čechoslováků, 115 Němců, jeden příslušník jiné národnosti a čtyři cizinci. S výjimkou jednoho evangelíka a jednoho člena nezjišťovaných církví byli římskými katolíky. Podle sčítání lidu z roku 1930 měla vesnice 117 obyvatel německé národnosti, kteří se kromě tří evangelíků hlásili k římskokatolické církvi.
|           | 1869 | 1880 | 1890 | 1900 | 1910 | 1921 | 1930 | 1950 | 1961 | 1970 | 1980 | 1991 | 2001 | 2011 | 2021 |
| --------- | ---- | ---- | ---- | ---- | ---- | ---- | ---- | ---- | ---- | ---- | ---- | ---- | ---- | ---- | ---- |
| Obyvatelé | 140  | 167  | 146  | 128  | 168  | 137  | 117  | 111  | 85   | 96   | 98   | 80   | 77   | 80   | 59   |
| Domy      | 19   | 20   | 26   | 28   | 28   | 28   | 28   | 18   | 14   | 14   | 19   | 23   | 23   | 22   | 27   |

## Obecní správa
Při sčítání lidu v letech 1850–1959 Mlýnce byly osadou obce Vesce v okrese Podbořany. V letech 1960–1979 byly částí obce Drahonice v okrese Louny. Od 1. května 1976 do 31. prosince 1980 byly částí obce Skytaly v okrese Louny. Od 1. ledna 1981 jsou částí města Vroutek v okrese Louny.

## Pamětihodnosti
- Zámek